# Visio cuiusdam pauperculae mulieris
Visio cuiusdam pauperculae mulieris (lett. "La visione di una povera donna") è un testo anonimo del IX secolo (819–822), in lingua latina e composto probabilmente a Reichenau, che narra di una breve visita all’oltretomba compiuta da una povera donna di Laon, al fine di condannare l’operato del sovrano carolingio Ludovico il Pio.

## Trama[1]

### Introduzione
La visione si apre riferendo laconicamente un fatto portentoso: una povera donna della contrada di Laon fu rapita in estasi e, al suo ritorno, prese a narrare come le fosse stato concesso di osservare le pene dei dannati e il riposo dei santi, avendo avuto come guida un uomo in ambito monastico.

### La pene di Carlo Magno, di Begone e di Ermengarda
La prima anima di cui si parli viene definita solo sovrano d’Italia (principem Italiae), ma si deduce chiaramente sia Carlo Magno e non se ne descrive la pena. La povera donna chiede alla guida se costui sia o meno destinato al paradiso, e le viene risposto che per la liberazione dai tormenti sarebbe sufficiente che l’imperatore Ludovico, suo figlio, offrisse 7 messe in sua memoria. 
Subito dopo viene introdotto il secondo dannato, Begone di Tolosa, fidato consigliere e amico dell’imperatore Ludovico il Pio. Costui giace supino e due diavoli gli versano in bocca oro fuso, deridendolo per questa soddisfazione oltremondana della sua avarizia.
Ugualmente tra i dannati si trova pure Ermengarda, prima moglie di Ludovico il Pio, che viene schiacciata da tre massi: uno sul capo, uno sul petto e il terzo sul dorso. Ermengarda si rivolge alla povera donna, supplicandola di intercedere per lei presso il marito, in modo che preghi per lei e la aiuti. Come segno di riconoscimento, la regina rivela segrete conversazioni con l’imperatore, di cui nessun altro poteva essere al corrente.

### Il muro del Paradiso Terrestre e le scritte dorate
La povera donna e la sua guida raggiungono un muro alto fino al cielo, a protezione del giardino terrestre, tutto coperto di lettere dorate. Il monaco spiega che vi sono iscritti i nomi di tutti i beati, ed invita la donna a leggerne due: il primo è quello di Bernardo, re d’Italia, e risplende di luce più d’ogni altro; il secondo, scuro e quasi illeggibile, è quello di Ludovico il Pio. La povera donna, superate le sue difficoltà (sostiene infatti di essere analfabeta, ma su insistenza del monaco riesce ugualmente a leggere), domanda alla sua guida quale sia il motivo della quasi completa cancellazione dell’imperatore carolingio da quel muro: quegli le risponde che ciò è dovuto all’ingiusto assassinio di Bernardo stesso; la invita quindi a tornare fra i vivi e raccontare per intero la sua visione.

### Conclusione
La povera donna non trova il coraggio per narrare quanto le è accaduto, dunque riceve una seconda visita celeste come sprone. Nonostante ciò, nuovamente tace, dunque il monaco torna una terza volta e la interroga sul motivo della sua reticenza. Lei si proclama troppo umile per recare notizie di tanta importanza, e così le viene sottratta la vista, per poi riacquisirla solo quando, molti giorni dopo, si sarà recata a riferire la sua visione alla presenza del re.

## Una visionepolitica

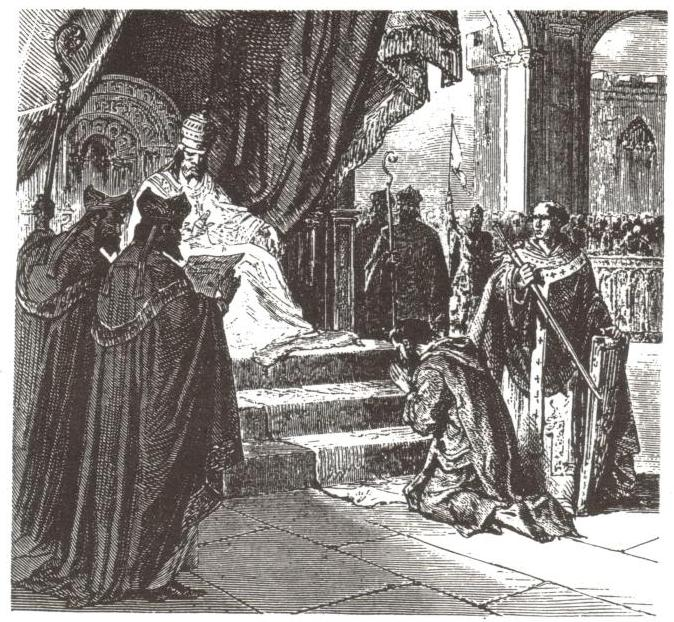
Ludovico il Pio che fa ammenda ad Attigny nell'822

La peculiarità della Visio cuiusdam pauperculae mulieris è la sua natura intrinsecamente politica. Manca ogni accenno ad una topografia oltremondana, così come non v’è alcun intento morale a beneficio della comunità o del singolo, bensì un chiaro e preciso ammonimento di natura politica. La visione infatti si apre con la figura di Carlo Magno fra tormenti, anche se non è chiaro sulla base di quale colpa: è però probabile che si ponga nel solco della critica all’ultimo decennio del suo regno, durante la quale la familia del sovrano parve macchiarsi di concubine e figli illegittimi, poiché il re rifiutava un nuovo matrimonio. Questo sarebbe in linea con la politica di purificazione della corte imperiale intrapresa da Ludovico il Pio all’indomani della sua incoronazione, nell’814, e si rispecchierebbe anche in altri testi di carattere visionario, in particolare la Visio Wettini e la Visio Rotchari.
Non è però la critica a Carlo Magno il nucleo della visione. Il tema principale, che si sviluppa tramite gli incontri con Begone (“Picho” nel testo della visione) e con Ermengarda, per culminare con la scena del muro e delle iscrizioni dorate, è la diretta polemica contro la dura repressione imperiale della ribellione di Bernardo, re d’Italia. Infatti quando nell’817 l’imperatore Ludovico suddivise il suo regno tra i figli, evitò volutamente di riconoscere alcunché a Bernardo, figlio illegittimo di un figlio di Carlo Magno, e quindi nipote di Ludovico stesso. Bernardo, che dal padre già aveva ereditato il regno d’Italia, temette di essere del tutto escluso dagli onori a lui concessi dal nonno, e dunque tentò una rivolta, che però fu presto repressa. Fu quindi imprigionato ad Aquisgrana e accecato in quanto traditore, ma morì presto per le ferite subite. Secondo una tradizione narrata da Andrea da Bergamo nella sua continuazione alla Historia Langobardorum, sarebbe stata la stessa regina Ermengarda ad invitare con l’inganno Bernardo a palazzo e a farlo accecare, senza che l’imperatore sapesse; è possibile che nella Visio cuiusdam pauperculae mulieris si riecheggi una versione dei fatti simile, e questo spiegherebbe la presenza fra i dannati della sovrana.
Meno chiara è la presenza del conte di Parigi Begone: costui non era infatti mai descritto come particolarmente avido, e soprattutto era già morto nell’anno della ribellione di Bernardo. La virulenza dell’attacco nella Visio pare dunque sostenere una sua qualche implicazione nelle trame a danno del re d’Italia, ma non sappiamo altro.
È certo, comunque, che l’intera visione si articoli attorno ad una critica al potere imperiale, tramite la condanna oltremondana dei più grandi esponenti della corte, quasi a voler parzialmente scaricare la colpa su costoro, lasciando una possibilità di redenzione all’imperatore, destinatario esplicito della visione. Ludovico il Pio viene così invitato alla conversione, cosa che effettivamente avverrà nell’822, con la famosa penitenza ad Attigny.

## La tradizione manoscritta[12]
Esistono 9 codici manoscritti riportanti la Visio cuiusdam pauperculae mulieris. Essendo un testo estremamente breve, non circola mai autonomamente:
- Karlsruhe, Badische Landesbibliothek, Aug. Perg. 111. IX secolo (830–840).
- St Gallen, Stiftsbibliothek, 573. IX secolo.
- München, Bayerische Staatsbibliothek, Clm 18564 b. Attorno al 900.
- München, Bayerische Staatsbibliothek, Clm 536. Fine XI secolo[13].
- Bruxelles, Bibliothèque Royale Albert I, 10615-10729. Attorno al 1100.
- Rein, Stiftsbibliothek, 51. XII secolo.
- Chicago, Newberry Library, Ry 6[14]. XII secolo.
- Zwettl, Stiftsbibliothek, 262. XII secolo.
- Heiligenkreuz, Stiftsbibliothek, 11-14. XII secolo.

Pare di poter riconoscere due famiglie: la prima ha come codice più antico quello oggi conservato a Karlsruhe, ma prodotto a Reichenau; la seconda discenderebbe dal codice di St Gallen, e pare derivare da una tradizione sviluppatasi nell’abbazia di Tegernsee. È certo, tuttavia, che tutti questi codici derivino dalla zona dell’Austria e della Germania meridionale. Peculiare poi la compresenza fissa della Visio cuiusdam pauperculae mulieris e della versione in prosa della Visio Wettini: in tutti i 9 codici le due visioni sono entrambe presenti, solitamente con la visione della povera donna a seguire l’altra. A tal proposito va notato come nel codice più antico, il Cod. Aug. Perg. 111, la Visio cuiusdam pauperculae mulieris occupi solo il folio 91v, dopo due facciate lasciate bianche, ma mostri chiaramente un progressivo restringimento della grafia e dell’interlinea, e rompa lo specchio di scrittura a fin di pagina. Questo ha suggerito che già i copisti dell’epoca sentissero un forte legame tra i due testi.

## Ambito di produzione

### Un luogo e un autore?
La Visio cuiusdam pauperculae mulieris circola anonima nei manoscritti che la riportano, e non vi è alcuna indicazione nemmeno all’interno del testo su chi abbia raccolto la storia della povera donna. Il racconto viene riportato senza indicazioni geografiche, eccetto il paese d’origine della veggente (Laon), dunque non v’è alcun segnale esplicito riguardo all’origine del testo. La tradizione manoscritta ha però sottolineato un’evidente nascita e diffusione nell’ambito dell’Alta Austria e della Baviera: dal momento che il codice più antico, di pochi anni successivo alla stesura dell’opera, per ragioni paleografiche è sicuramente originario di Reichenau, sarebbe facile pensare ad un’origine del testo proprio in quell’abbazia sul lago di Costanza. Questa ipotesi sarebbe corroborata dal fatto che a Reichenau fossero state prodotte, proprio all’inizio del IX secolo, la Visio Rotchari e la Visio Wettini, testi molto affini, soprattutto nella valenza politica, alla Visio cuiusdam pauperculae mulieris. Il legame tra la visione di Wetti e quella della povera donna, però, è particolarmente indissolubile: il fatto che la seconda non circoli mai senza la versione in prosa della prima ha persuaso l’editore critico H. Houben dell’identità tra gli autori di entrambe le visioni, rintracciando quindi in Heito l’estensore della visione della povera donna.
Non tutti gli studiosi sono però concordi nell’accettare questa teoria, e spesso si preferisce descrivere la visione semplicemente come anonima.

### L’origine della povera donna
L’unico elemento topografico certo della Visio cuiusdam pauperculae mulieris è l’origine della povera donna, ovvero la contrada di Laon, in Francia (in latino, in Laudonico pago). Questo luogo pare cozzare con l’identificazione di Heito come autore, dal momento che Reichenau non era certo prossima a Laon. Si è quindi supposta un’origine del testo nella parte occidentale dell’impero carolingio, ma questo non spiegherebbe affatto la posizione estremamente favorevole verso Bernardo re d’Italia. 
Ulteriore possibilità sarebbe identificare il bacino di nascita della visione nella porzione d’Italia carolingia, il dominio di Bernardo appunto, ma a ciò si oppone la figura di Begone: pare strano che ambienti così distanti dalla corte d’Aquisgrana conoscessero bene il ruolo del conte di Parigi. 
L’opinione più diffusa è quindi quella di un testo composto a Reichenau, per mano di Heito. La ragione per cui quella visione è ambientata a Laon ci sfugge.

## LaVisio cuiusdam pauperculae mulierisall’interno del genere visionario[26]
Se la Visio cuiusdam pauperculae mulieris è indubbiamente ascrivibile a quel filone di visioni critiche verso il potere imperiale, nate negli ambienti monastici della bassa Baviera e dell’Austria, come la Visio Wettini, pure deve molto all’intero genere letterario dei viaggi oltremondani. Pur in poche righe, l’autore riesce a inserire richiami alle fonti illustri del filone: la donna rapita in estasi (in extasi rapta) riecheggia l’epistola 22 di Girolamo, da cui poi diviene del tutto tradizionale; Gregorio Magno, vero padre del genere, viene riecheggiato tanto nella concezione della visione come viaggio, quanto nel chiamare i diavoli uomini neri (taetri homines); pure presa dal quarto libro dei Dialogi di Gregorio Magno è la settimana di messe per salvare l’anima di un defunto, come in Dial. IV 57, 2-7. Il motivo delle scritte dorate presso il Paradiso Terrestre è innovazione del tema del libro della vita, tipico della tradizione apocalittica, ma il muro altissimo potrebbe invece riecheggiare la Gerusalemme celeste, altro topos del genere.
Più rara è invece la caratterizzazione del veggente come un illetterato, non appartenente in alcun modo alla nobiltà né al clero: questo espediente serve a garantire una patina d’affidabilità, poiché la fonte appare troppo distaccata dal mondo della corte per essere di parte.
Se dunque la Visio cuiusdam pauperculae mulieris sfrutta il genere visionario come espediente per una critica politica, è pure innegabile che in esso si iscriva a tutti gli effetti; anzi, ne porta alla completa maturazione due temi già ben attestati: la presenza nell’oltretomba di personaggi celebri, e la pena purgatoriale temporanea.

## Verso il Purgatorio
All’interno della Visio cuiusdam pauperculae mulieris sono almeno due i personaggi la cui pena è forse assimilabile a quella purgatoriale: Carlo Magno e la regina Ermengarda. Per entrambi viene infatti proposta la preghiera dei vivi come cura alle loro pene: in particolare per il Princeps Italiae viene chiaramente detto che sette messe in suo onore sarebbero bastate a liberarlo dai tormenti. Questo tema non è affatto introdotto in questo testo per la prima volta (compare già, infatti, in una delle più antiche fonti del genere visionario, la Passio Perpetuae et Felicitatis), ma costituisce un ulteriore passo verso il perfezionamento della concezione di un terzo regno oltremondano: culmine di questo cammino è ovviamente Divina Commedia. Colpisce dunque particolarmente il personaggio della regina Ermengarda, che - unico defunto nella visione a farlo - si rivolge alla povera donna che la vede fra tormenti purificatori, e la prega di persuadere Ludovico il Pio a ricordarla con preghiere in suo suffragio, e darle così sollievo. In più, il segno di autenticità dell’invocazione è costituito da alcuni segreti dialoghi tra la regina e il suo sposo, quando lei era ancora in vita, ambientati nella dolce cornice di un frutteto. È quindi chiaro come Ermengarda, dolcissima figura femminile, nostalgicamente fissa ai ricordi della sua esistenza terrena, sembra sorella delle creature che popolano il Purgatorio dantesco.

### Edizione
- H. Houben, Visio cuiusdam pauperculae mulieris: Überlieferung und Herkunft eines frühmittelalterlichen Visionstextes (mit Neuedition), Zeitschrift für die Geschichte des Oberrheins, vol. 124, 1976.

### Traduzione
- M.P. Ciccarese, Visioni dell’aldilà in Occidente: fonti, modelli, testi, Nardini, Firenze, 1987, pp. 395–399.

### Studi
- C. Carozzi, Le Voyage de l’âme dans l’au-delà, Collection de l’école française de Rome, Roma, 1994.
- M.P. Ciccarese, Le visioni dell'aldilà come genere letterario: fonti antiche e sviluppi medievali, in Le «visiones» nella cultura medievale. Testi della VI settimana residenziale di studi medievali. Carini 20-25 ottobre 1986, Palermo, Officina di Studi Medievali, 1990, pp. 266–277.
- P.E. Dutton, The Politics of Dreaming in the Carolingian Empire, Lincoln, University of Nebraska Press, 1994.
- J. Keskiaho, Dreams and Visions in the Early Middle Ages: The Reception and Use of Patristic Ideas, 400-900, Cambridge University Press, Cambridge, 2015.
- A. Miro, Deux comtes au service de Louis le Pieux. Bégon [806-816] et Bérenger [816-835], semper fideles, Le Moyen Age, vol. CXX, 2014.
- T.F.X. Noble, Greatness contested and confirmed: the raw materials of the Charlemagne Legend, in The Legend of Charlemagne in the Middle Ages. Power, Faith and Crusade, a cura di M. Gabriele e Jace Stuckey, Palgrave Macmillan, New York, 2008.